# Animal (album)
Pour les articles homonymes, voir Animal (homonymie).
Albums de Kesha
Cannibal
(2010)
Singles
1. Tik Tok
Sortie : 7 août 2009
2. Blah Blah Blah
Sortie : 2 février 2010
3. Your Love Is My Drug
Sortie : 21 mai 2010
4. Take It Off
Sortie : 13 juillet 2010

Animal est le premier album studio de la chanteuse américaine Kesha. Le projet a pris sept ans pour aboutir. Kesha a pour cela écrit près de 200 chansons. L'album est réédité en 2011 avec l'EP Cannibal, sous le titre Animal + Cannibal. L'album est sorti sous le label RCA Records. Pour cet album Kesha Sebert a travaillé avec différents producteur et auteur de musique comme Dr. Luke, Benny Blanco, David Gamson, Greg Kurstin ou Max Martin. Kesha enregistre depuis quelques années différentes démos lorsqu'une de ces démos arrive dans les mains de Samantha Cox, directrice des auteurs/éditeurs à BMI. Cox passe la démo qui finit par arriver dans les mains de Gottwald, qui décide de faire chanter Kesha sur la chanson Right Round de Flo Rida. En moins de deux mois, la chanson se classe première en Australie, Belgique (Wallonie), Canada, Irlande, Royaume-Uni et États-Unis. Cela permet à Kesha de signer un contrat pour plusieurs albums avec RCA Records.
L'accueil de la critique professionnelle est moyen. Certains apprécient son fun, son naturel, lorsque d'autres disent que cela est enfantin et que cela ne parait pas sincère. L'utilisation de l'auto-tune sur l'album pour modifier la voix de Kesha que certains critiques trouvent amusant, d'autres voient cela de mauvais œil en ce expliquant qu'il est difficile de savoir si Kesha sait chanter. Les paroles sont basés pour la majorité des chansons sur l'expérience de vie de la chanteuse, l'amour, les ruptures, les garçons et prendre du bon temps. La musique dessine un album au genre musical dance-pop, qui incorpore des éléments electro et electropop dans la production et les rythmes. L'album connait un succès commercial, se classant en premier au Canada, États-Unis et Grèce, et se classant dans le top 10 dans sept pays. Animal est certifié quadruple disque de platine par la Recording Industry Association of America (RIAA) pour avoir été vendu à quatre millions de copies aux États-Unis.
Quatre singles sont extraits de l'album. TiK ToK est sortie le 7 août 2009, il devient un succès mondial se classant numéro un dans onze pays. En août 2010, le morceau accumule plus de 5 078 000 copies écoulées aux États-Unis seulement, devenant la septième chanson la plus vendue mondialement dans l’histoire numérique. Le deuxième, troisième et quatrième extrait, Blah Blah Blah, Your Love Is My Drug et Take It Off se classe dans le top dix dans plusieurs pays dont l'Australie, le Canada et les États-Unis.

## Genèse de l'album

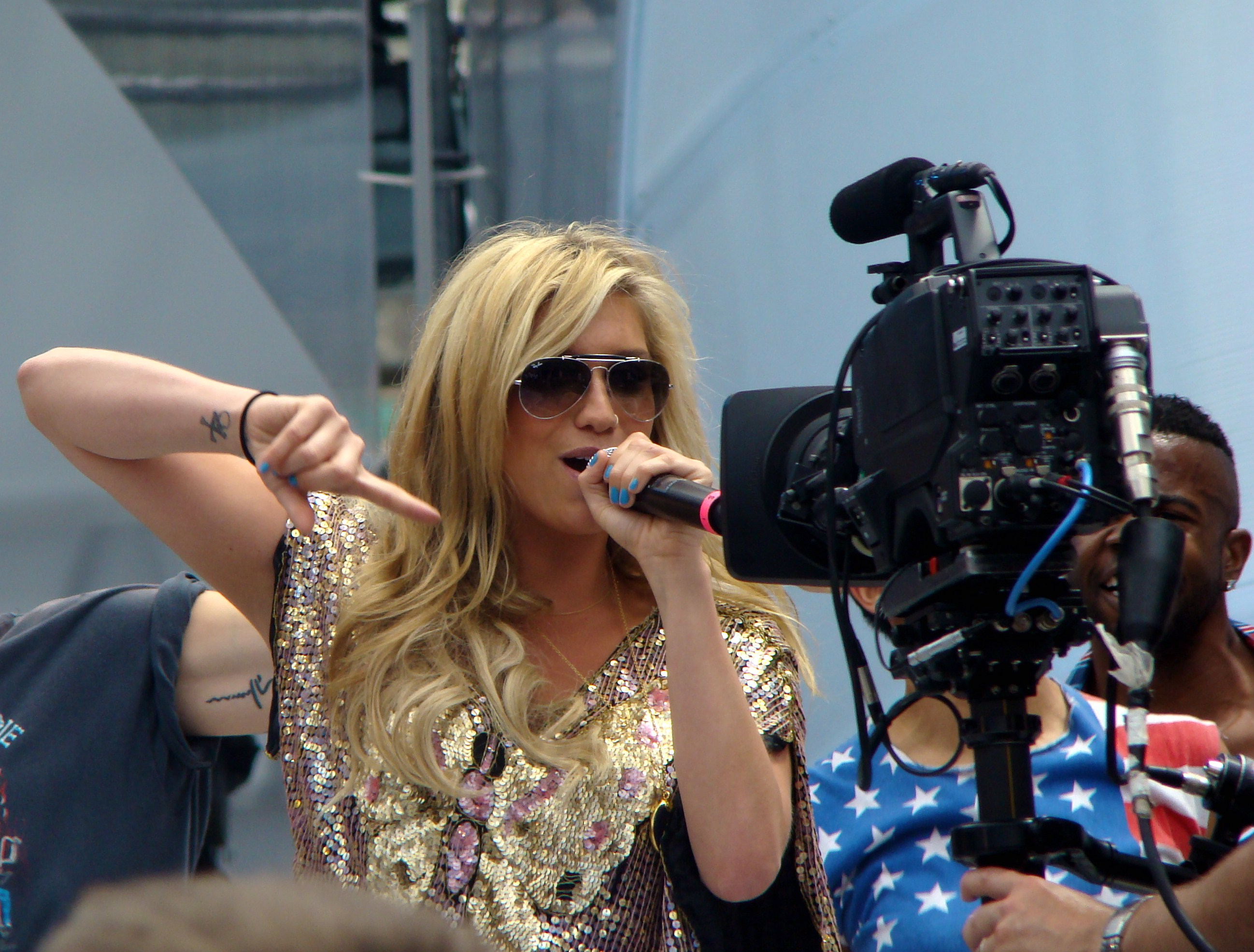
Kesha aux Much Music Video Awards.

Depuis plusieurs années Kesha enregistre des démos lorsqu'une d'entre elles arrive dans les mains de Samantha Cox, directrice des auteurs/éditeurs à BMI. Cox, qui a travaillé avec Kesha, passe la démo à un ami de la BMI, qui la passe au manager de Lukasz Gottwald. En 2005, Dr. Luke vient de finir la production de titres pour l'album de Kelly Clarkson Breakaway (2004) et recherche à produire d'autres artistes. Luke sollicite autour de lui des démos d'artistes inconnus. Deux de ces démos qu'il reçoit, sont celle de Katy Perry et Kesha. Il aime particulièrement la démo de Kesha qui présente une ballade country et un titre trip-hop. Kesha prend au dépourvu Dr. Luke lorsqu'elle manque de paroles et commence à rapper « Je suis une jeune fille blanche/De la Ville/Nashville, salope. Uhh. Uhhhhh. ». Cette improvisation la fait sortir du lot d'artiste que Luke écoute et la rappelle. Il explique : « J'étais comme, « OK, j'aime la personnalité de cette fille ». Lorsque vous écoutez cent CD, ce genre de provocation et de culot se démarque ». À la suite de cela, à 18 ans, Kesha signe avec le label de Dr. Luke Actes Kemosabe, et sa société d'édition Prescription Songs. Après avoir signé sur le label de Luke, elle signe avec l'agence de management de David Sonenberg. Au label elle travaille avec le producteur Greg Wells, à qui elle attribue le développement du son de son premier disque, Animal (2010). Même si elle est signée sur le label de Luke, Kesha n'est pas une priorité, étant occupé à d'autres projets. Il fallut attendre 2008, lorsque Dr. Luke travaille sur une chanson pour le rappeur Flo Rida, avec qui il trouve nécessaire la présence d'une voix féminine sur l'accroche de Right Round ce qui amène Kesha à contribuer au titre. En quelques mois la chanson est devenu un numéro un mondial. De ce fait plusieurs labels suscitent un intérêt pour Kesha, y compris RCA Records, avec qui elle a signé.
Kara DioGuardi, une A&R représentant Warner, était aussi intéressée de signer un contrat avec Kesha mais la signature n'a jamais eu lieu dû au contrat qui la liait à Dr. Luke. Kesha explique son choix pour RCA Record par le A&R exécutif Rani Hancock, « Rani n'a jamais essayé de me censurer, [...] et j'aime être entourée par une femme forte et intelligente ».
Kesha a travaillé sur Animal durant sept ans avant sa sortie et a écrit près de 200 chansons pour l'album. Animal devait contenir 12 chansons à l'origine, mais l'abondance de chansons écrites a permis d'en rajouter 2. Le titre de l'album vient d'une expérience personnelle avec un barracuda qui l'a poursuivit, en essayant de l'attaquer. Elle explique,

« J'ai fait des recherches sur les animaux car je fais de la plongée. J'avais l'habitude de porter des bikinis en or et avoir un piercings à l'arcade sourcilière et tout ça, et puis j'ai failli me faire manger par un barracuda une fois, et j'étais comme : « Pourquoi me poursuit-il ? Pourquoi veut-il me manger ? » En faisant des recherches, j'ai découvert que les animaux sont attirés par les objets brillants, surtout l'or et l'argent. J'ai l'impression que si je couvre mon corps et le public de paillettes, alors le public aimera,. »

Elle estime que l'album transmet aux jeunes femmes un message d'insouciance. « Pour les jeunes femmes, c'est un disque, drôle, impertinent », dit-elle. « Je pense que les gens ont besoin de s'amuser quoi qu'ils fassent – le maquillage, leurs habits, la musique, les concerts – quelque chose que l'on n'a pas besoin de prendre au sérieux ».

## Caractéristiques de l'album

### Écriture et production des chansons
Les paroles des chansons ont toutes été écrites par Ke$ha. Elle explique que les chansons « parlent de situations réelles », elle n'a « pas cherché à changer aucun nom ni à cacher des détails ». « Le point à retenir, c’est que je raconte mes histoires, de mon point de vue. C’est ce qui fait que cet album est différent de ceux de toutes ces autres filles. C’est très cru, et j’ai un sens de l’humour que bien des filles n’ont pas. J’aime remettre dans la figure des gars la façon dont ils parlent aux filles. Je crois que beaucoup de filles n’ont pas les couilles de le faire. ». La chanson Your Love is My Drug a été écrit par Kesha et sa mère, Pebe Sebert, qui a notamment écrit des chansons de Dolly Parton.
Animal utilise des logiciels comme l'auto-tune et le vocoder pour modifier la voix de Ke$ha, ainsi que des samples musicaux.
Dans la chanson, Party at a Rich Dude's House, Ke$ha raconte avoir « vomi dans le placard » de Paris Hilton durant une fête, étant donné qu'elle faisait les chœurs de son album. Elle explique : « J’adore les chansons qui recréent l’ambiance d’une fête complètement dingue, mais j’aime aussi parler d’amour et d’hommes trop âgés qui essaient de me draguer ». Dans Backstabber il est question d'une fille qui fait « semblant d'être amie alors que secrètement elle t'en veut ». La chanson Boots & Boys rappelle Suicide Blonde d'INXS, mais d'un point de vue féminin selon David Jeffries.

### Pochette et artwork
Les photographies de la pochette ont été prises par Shelby Dunca. La pochette représente une photo noir et blanc de Ke$ha portant un rouge à lèvre pailleté or, les cheveux en arrière, portant une chaine argentée et un piercing au nez. Le titre de l'album se situe en bas à droite, écrit en dégradé de paillette rouge-violet. Le nom d'artiste se situe en haut à gauche, écrit sous la forme Ke$ha, pailleté en or.

### Styles et influences
Musicalement, Animal est composé principalement de dance-pop avec des éléments de l'electro ou synthpop, tant dans sa production que dans le rythme.
Ke$ha explique être influencée par « la musique punk et rock alternative » dans ces spectacles comme de « dance music ». Hugo Dumas, de La Presse explique que « le disque Animal (...), cimente en sons électro, pop et rap cette image de «mauvaise fille en contrôle de sa sexualité» qu'elle projette publiquement ».

## Accueil

### Critiques

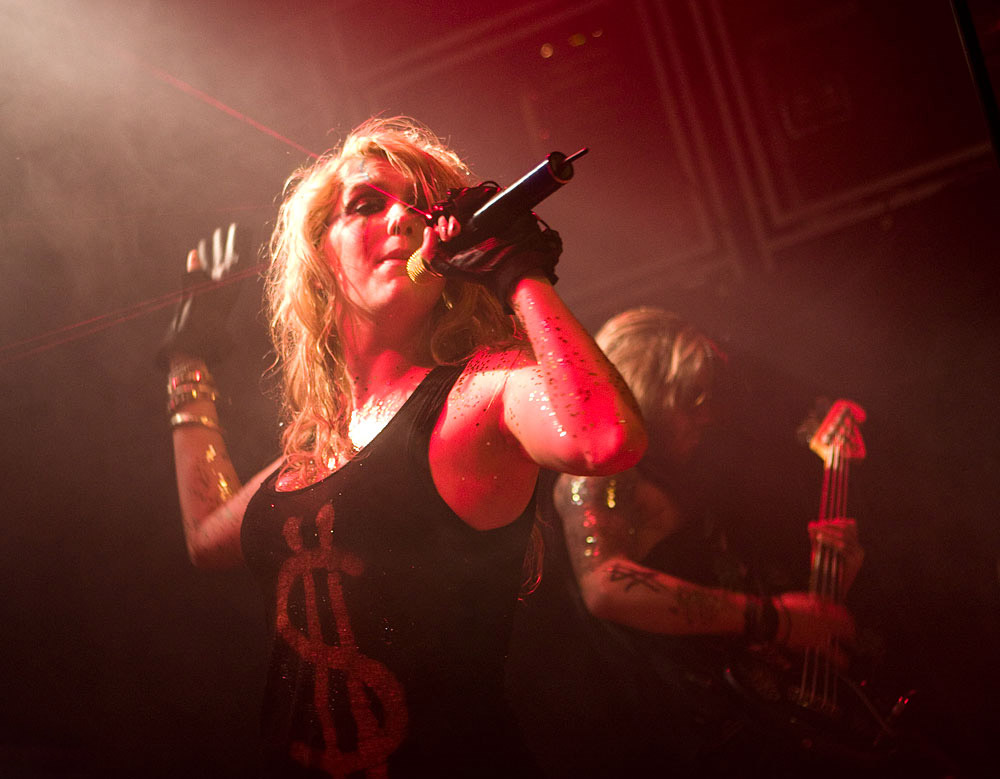
Kesha au Studio Juste Pour Rire

D'après Metacritic, qui assigne un score standardisé sur 100 des critiques, Animal reçoit un score, basé sur 18 critiques, de 54 sur 100 qui signifie que l'album est « moyennement accueilli ».
Monica Herrera de Billboard Magazine explique que l'album n'est pas destiné aux personnes cardiaques. Elle poursuit, « la réalisation regorge de chœurs qui sont entêtants, du divin Your Love Is My Drug à l'inverse Backstabber ». Herrera est déçue de la surutilisation, qui devient courante, d'un déformateur de voix, elle se demande alors si « Ke$ha peut réellement chanter ». Pour le critique David Jeffries d'AllMusic, certaines des chansons de l'album, sont des héritières des années 1980, comme Party at a Rich Dude's House, qui aurait pu être utilisé en musique de film pour Ça chauffe au lycée Ridgemont.

### Ventes
Lors de la semaine de sortie aux États-Unis de l'album, il s'est vendu physiquement à 152 000 copies. Keith Caulfield du magazine Billboard explique que cela est dû en partie au prix attractif de 9,98 dollars pour la version physique et de 6,99 dollars pour la version numérique. À ce jour, l'album s'est vendu a plus de 8 millions d'exemplaires dans le monde.

## Liste des pistes
Source pour cette section
| #   | Titre                         | Compositeur(s)                                         | Producteur                                | Durée |
| --- | ----------------------------- | ------------------------------------------------------ | ----------------------------------------- | ----- |
| 01. | Your Love Is My Drug          | Ke$ha, Pebe Sebert, Joshua Coleman                     | Dr. Luke, Benny Blanco et Ammo            | 3:07  |
| 02. | Tik Tok                       | Ke$ha, Lukasz Gottwald; Benjamin Levin                 | Dr. Luke et Benny Blanco                  | 3:19  |
| 03. | Take It Off                   | Ke$ha, Lukasz Gottwald, Claude Kelly                   | Dr. Luke                                  | 3:35  |
| 04. | Kiss N Tell                   | Ke$ha, Lukasz Gottwald, Max Martin, Shellback          | Dr. Luke et Max Martin                    | 3:27  |
| 05. | Stephen                       | Ke$ha, David Gamson, Pebe Sebert, Oliver Leiber        | Dr. Luke - Coproduit par Olivier Leiber   | 3:32  |
| 06. | Blah Blah Blah feat. 3OH!3    | Ke$ha, Benjamin Levin, Neon Hitch, Sean Foreman        | Benny Blanco                              | 2:52  |
| 07. | Hungover                      | Ke$ha, Lukasz Gottwald, Max Martin, Shellback          | Dr. Luke et Max Martin                    | 3:52  |
| 08. | Party at a Rich Dude's House  | Ke$ha, Shellback, Benjamin Levin                       | Shellback et Benny Bianco                 | 2:55  |
| 09. | Backstabber                   | Ke$ha, David Gamson, Marc Nelkin, Jon Ingoldsby        | David Gamson                              | 3:06  |
| 10. | Blind                         | Ke$ha, Lukasz Gottwald, Benjamin Levin, Joshua Coleman | Dr. Luke, Benny Bianco et Ammo            | 3:17  |
| 11. | Dinosaur                      | Ke$ha, Max Martin, Shellback                           | Max Martin et Shellback                   | 2:54  |
| 12. | Dancing with Tears in My Eyes | Ke$ha, Lukasz Gottwald, Benjamin Levin, Claude Kelly   | Dr. Luke et Benny Blanco                  | 3:29  |
| 13. | Boots & Boys                  | Ke$ha, Tom Neville, Olivia & Miriam Nervo              | Tom Neville, Olivia Nervo et Miriam Nervo | 2:56  |
| 14. | Animal                        | Ke$ha, Lukasz Gottwald, Greg Kurstin, Pebe Sebert      | Greg Kurstin                              | 3:57  |

### Bonus
| #   | Titre                         | Compositeur(s)                            | Pays                | Durée |
| --- | ----------------------------- | ----------------------------------------- | ------------------- | ----- |
| 15. | VIP                           | Ke$ha, Tom Neville, Olivia & Miriam Nervo | Monde               | 3:31  |
| 16. | Dirty Picture feat.Taio Cruz  | Cruz, Fraser T. Smith                     | Royaume-Uni Irlande | 3:40  |
| 17. | CUNxTuesday                   | Ke$ha, Gamson, Nelkin                     | Japon               | 3:52  |
| 18. | Tik Tok [Wolfedelic Club Mix] | Ke$ha, Gottwald, Levin                    | Japon               | 6:16  |
| 19. | Tik Tok [Fred Falke Remix]    | Ke$ha, Gottwald, Levin                    | Japon               | 6:42  |

### Singles
- 2009 : TiK ToK
- 2010 : Blah Blah Blah feat. 30H!3
- 2010 : Your Love Is My Drug
- 2010 : Take It Off
- 2010 : Animal

## Crédits
Source pour cette section
Crédit artistique
- Chant : Kesha Sebert
- Accordéon : Kesha Sebert

Crédit technique
- Producteur executif : Dr Luke pour Kasz Money Production
- Management : Ken Levitan, Jack Rovner, Emily Burton et Nicki Loranger pour Vector
- Directeur de la création : Erwin Gorostiza
- Directeur artistique et Artwork : Anita Marisa Boriboon
- A&R : Rani Hancock
- Mixage : Serban Ghenea au Mixstar Studios, Virginia Beach, Virginie, États-Unis
- Mastering : Chris Gehringer au Starling Sound, New York, New York, États-Unis
- Ingénieur du son : John Hanes
- Assistant ingénieur du son : Tim Roberts
- Photographie : Shelby Duncan
- Styliste : Emily De Groot et Yasmina Than
- Maquillage : Sarai Fiszel
- Coiffure : Ramsell Martinez

## Certifications
| Pays                    | Certification | Unités certifiées |
| ----------------------- | ------------- | ----------------- |
| Allemagne (BVMI)        | Or            | 100 000           |
| Australie (ARIA)        | 2 × Platine   | 140 000           |
| Autriche (IFPI)         | Or            | 10 000            |
| Canada (Music Canada)   | 2 × Platine   | 160 000           |
| États-Unis (RIAA)       | 4 × Platine   | 4 000 000         |
| Irlande (IRMA)          | Or            | 7 500             |
| Nouvelle-Zélande (RMNZ) | Or            | 7 500             |
| Royaume-Uni (BPI)       | Or            | 100 000           |

## Historique de sortie
| Pays        | Date             | Label                          | Format                   |
| ----------- | ---------------- | ------------------------------ | ------------------------ |
| Allemagne   | 1er janvier 2010 | RCA Records                    | CD, téléchargement légal |
| France      | 4 janvier 2010   | Columbia                       | Téléchargement légal     |
| États-Unis  | 5 janvier 2010   | RCA Records                    | CD, téléchargement légal |
| Canada      | 5 janvier 2010   | RCA Records                    | CD, téléchargement légal |
| Australie   | 8 janvier 2010   | RCA Records                    | CD, téléchargement légal |
| Royaume-Uni | 18 janvier 2010  | RCA Records                    | CD, téléchargement légal |
| France      | 25 janvier 2010  | Columbia                       | CD                       |
| Brésil      | janvier 2010     | Sony Music Entertainment       | CD, téléchargement légal |
| Europe      | 3 février 2010   | Virgin Records / Magic Records | digital download         |